# Třída George Washington
Třída George Washington byla první postavená třída raketonosných ponorek s jaderným pohonem na světě. Postaveny byly pro americké námořnictvo a sloužily v době studené války. Jejich dokončením USA získaly zásadní nástroj jaderného odstrašení – síly schopné operovat nepozorovaně a překvapivě zasadit jaderný úder. Američané je provozovali v letech 1959–1985. Jejich označení SSBN znamená balistická nukleární ponorka – Submarine, Ballistic (Nuclear).

## Stavba
Stavba této třídy byla objednána 31. prosince 1957, přičemž v letech 1958–1961 bylo postaveno celkem pět ponorek. Do jejich stavby se zapojily loděnice General Dynamics Electric Boat v Grotonu ve státě Connecticut, Newport News Shipbuilding v Newport News ve Virginii, Mare Island Naval Shipyard ve Vallejo v Kalifornii a Portsmouth Naval Shipyard v Kittery v Maine. Pro urychlení a zlevnění vývoje byl využit trup a pohonný systém jaderných útočných ponorek třídy Skipjack do jejichž trupu byla vložena sekce nesoucí balistické střely. Rozestavěný trup USS Scorpion třídy Skipjack byl použit k přestavbě na první jednotku této třídy a zároveň první americkou raketonosnou ponorku USS George Washington. Rovněž materiál připravený pro doposud nezahájenou stavbu USS Sculpin (SSN-590) byl použit pro raketonosnou druhou raketonosnou ponorku USS Patrick Henry. Pětice ponorek byla do služby přijata v letech 1959–1961.
Jednotky třídy George Washington:
| Jméno                                         | Loděnice                       | Založení kýlu     | Spuštěna          | Vstup do služby   | Status        |
| --------------------------------------------- | ------------------------------ | ----------------- | ----------------- | ----------------- | ------------- |
| USS George Washington (SSBN-598, ex Skipjack) | General Dynamics Electric Boat | 1. listopadu 1957 | 9. června 1959    | 30. prosince 1959 | vyřazena 1985 |
| USS Patrick Henry (SSBN-599, ex Sculpin)      | General Dynamics Electric Boat | 27. května 1958   | 22. září 1959     | 9. dubna 1960     | vyřazena 1984 |
| USS Theodore Roosevelt (SSBN-600)             | Mare Island Naval Shipyard     | 20. května 1958   | 3. října 1959     | 13. února 1961    | vyřazena 1981 |
| USS Robert E. Lee (SSBN-601)                  | Newport News Shipbuilding      | 25. srpna 1958    | 18. prosince 1959 | 16. září 1960     | vyřazena 1983 |
| USS Abraham Lincoln (SSBN-602)                | Portsmouth Naval Shipyard      | 1. listopadu 1958 | 14. května 1960   | 11. března 1961   | vyřazena 1981 |

## Konstrukce

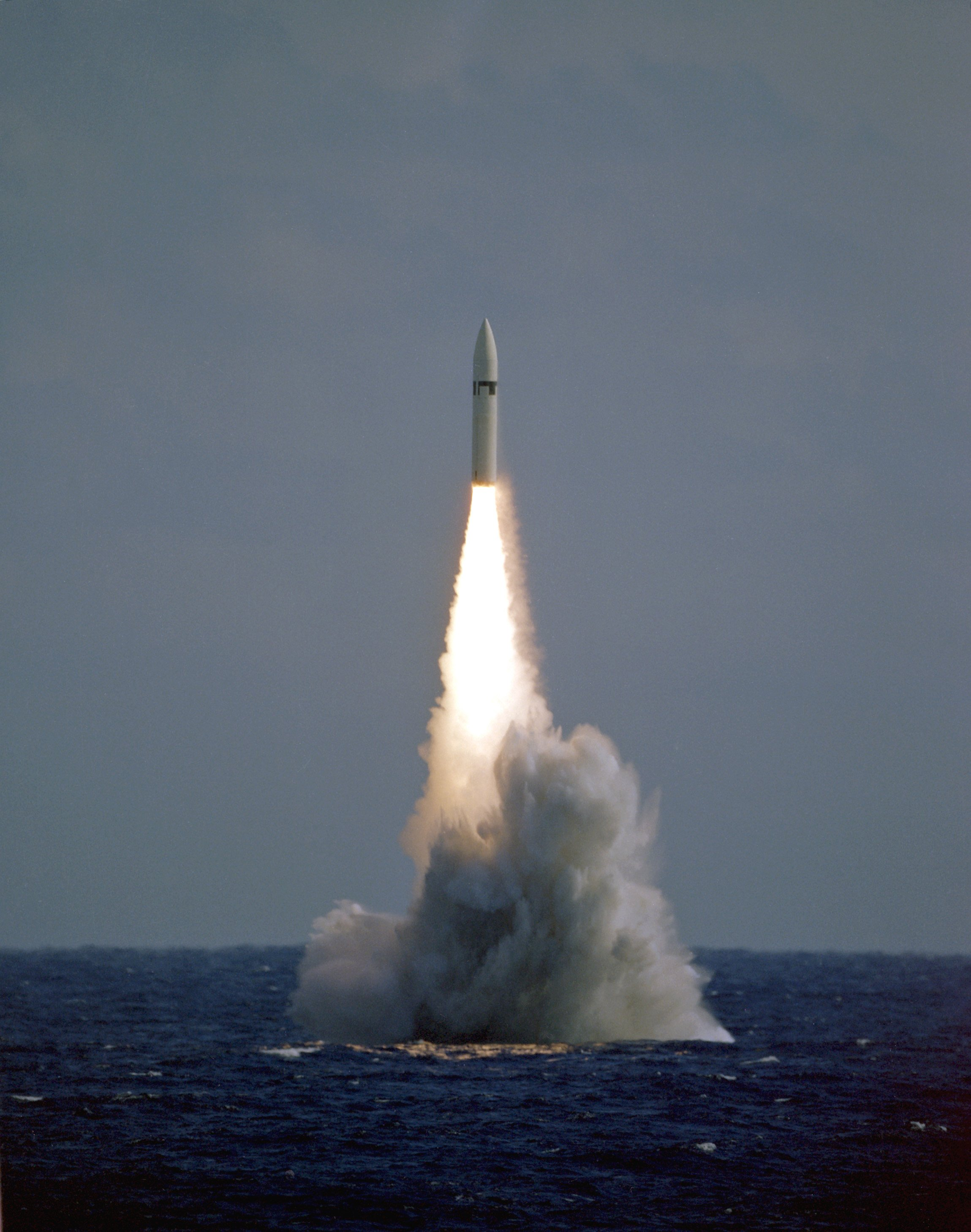
Vypuštění balistické rakety Polaris A3 z ponorky USS Robert E. Lee (SSBN-601)

Výzbroj představovalo šest příďových 533mm torpédometů. Ve dvou řadách po osmi silech bylo za velitelskou věží ponorek umístěno celkem šestnáct balistických raket UGM-27 Polaris. Rakety byly nejprve verze Polaris A-1, později A-2 a od roku 1964 A-3. V přídi byl umístěn rovněž sonar typu BQS-4 (později BQR-19). V konstrukci ponorek byla použita nová vysokopevnostní ocel HY-80, což ponorkám dovolovalo ponory do větších hloubek. Pohonný systém odpovídal třídě Skipjack. Tvořil ho jaderný reaktor nové generace typu S5W a dvě turbíny. Nejvyšší rychlost ponorky byla 20 uzlů na hladině a 25 uzlů pod hladinou.

## Operační služba
Jako nosiče balistických raket sloužila celá pětice až do počátku 80. let. V roce 1981 byla vyřazeny ponorky Theodore Roosevelt a Abraham Lincoln, zatímco zbylé tři byly reklasifikovány na útočné ponorky a jejich rakety byly demontovány. Souviselo to smlouvou o omezení jaderných zbraní SALT. Robert E. Lee byl vyřazen roku 1983 a Patrick Henry o rok později. George Washington sloužil ze všech jednotek nejdéle, k jeho vyřazení došlo v roce 1985. Po vyřazení byly všechny postupně odeslány do recyklačního programu a sešrotovány.